# Затылочная доля
Затылочная доля (лат. Lobus occipitalis) — образование коры больших полушарий, располагающееся позади теменной и височной долей. Является местом расположения зрительной коры, обеспечивающей восприятие зрительной информации. Состоит из непостоянных латеральных затылочных борозд, разграничивающих верхние и нижние затылочные извилины.